# Kurjer Warszawski
Kurjer Warszawski (Correo de Varsovia en polaco) era un periódico diario impreso publicado en la ciudad de Varsovia, Polonia en el intervalo de tiempo que va de 1821 a 1939. Fue un precursor en su época de la fotografía periodística y algunos autores se hicieron populares en la época gracias a este nuevo arte: Jan Rys y Henryk Smigacz. 

## Reporteros
- Władysław Abert Biega
- Lucyna Ćwierczakiewiczowa
- Aleksander Głowacki